# Charles L. Moses
Charles Leavell Moses, född 2 maj 1856 i Turin i Georgia, död 10 oktober 1910 i Atlanta i Georgia, var en amerikansk demokratisk politiker. Han var ledamot av USA:s representanthus 1891–1897.
Moses utexaminerades 1876 från Mercer University och var sedan verksam som lärare och jordbrukare.
Moses efterträdde 1891 Thomas Wingfield Grimes som kongressledamot och efterträddes 1897 av William C. Adamson. Moses avled 1910 och gravsattes på Oak Hill Cemetery i Atlanta.